# Duna Elim

Vista general de la duna.

Vista general del área.

Duna Elim es una de las dunas más populares del área de Sossusvlei, en desierto de Namib en Namibia. Su nombre se debe a una antigua granja que está emplazada en el área.
Es la duna interior más lejana situada en Sosussvlei a la que se puede acceder haciendo un desvío de la carretera entre Sesriem y Sossusvlei. La duna está cubierta por matorral bajo y se puede subir de forma sencilla y es un motivo fotográfico de interés nada más salir el sol o poco antes de que se ponga.